# Buchmühle (Jagstzell)
Buchmühle ist ein Einzelhof der Gemeinde Jagstzell im Ostalbkreis in Baden-Württemberg.

## Beschreibung
Der Ort Buchmühle liegt etwa sechs Kilometer nordöstlich von Jagstzell. Etwas südlich verläuft die Landstraße L 1078. Der Ort liegt im Tal der Rechenberger Rot, die in diesem Bereich auch Buchbach genannt wird. Es existiert auch ein Mühlkanal.
Naturräumlich liegt der Ort in den Schwäbisch-Fränkischen Waldbergen, genauer in den Ellwanger Bergen.

## Geschichte
Die Buchmühle wurde erstmals 1460 als „Buchmül“ urkundlich erwähnt. Sie war ein Lehen des Klosters Ellwangen und befand sich im Besitz der Familie Berlin von Wäldershub. Nach dem Tod von Wolf Dietrich Berlin im Jahr 1659 fiel die Mühle zurück an das Kloster. In der späten ellwangischen Zeit unterstand die Buchmühle der Verwaltung des ellwangischen Stadtoberamts, das auch für die Gerichtsbarkeit und die Steuerpflicht zuständig war.
Die Buchmühle war ritterschaftlichem Besitz zugeordnet, während die hochgerichtliche Obrigkeit bei Ansbach lag. Der Zehnt, ursprünglich im Besitz des Kapitels, wurde später dem Propstamt zugeordnet.
Um das Jahr 1886 hatte der Ort sieben evangelische Einwohner.